# CTNNBIP1
CTNNBIP1‏ (Catenin beta interacting protein 1) هوَ بروتين يُشَفر بواسطة جين CTNNBIP1 في الإنسان.